# Veliko Tărnovo
Veliko Tărnovo (in bulgaro Велико Търново?, ovvero Grande Tărnovo, a volte traslitterata Veliko Turnovo o Veliko Tarnovo) è una città della Bulgaria settentrionale con circa 102 000 abitanti.
Situata sulle sponde rocciose del fiume Jantra è capoluogo dell'omonima regione (oblast) ed è un importante nodo per le vie di comunicazione, dispone di un aeroporto ed è sede di diverse industrie alimentari, manifatturiere e tessili.
Veliko Tărnovo è stata la capitale della Bulgaria dal 1185 al 1393 (Secondo impero bulgaro) col nome di Tărnovgrad, e di nuovo dal 1878 al 1879, quando la prima Assemblea nazionale spostò la capitale a Sofia. A volte viene citata anche come Tărnov o Tărnovo.

## Storia
Le prime tracce di insediamenti risalgono ad epoca preistorica e al periodo dei traci, i romani fortificarono la zona (fino al VI secolo), seguirono i bizantini e in seguito slavi e bulgari.
Nel 1185 Asen e Todor, due boiari della cittadina e futuri zar, istigarono il popolo alla lotta contro Bisanzio che due anni dopo dovette riconoscere l'indipendenza della Bulgaria nord-occidentale. Veliko Tărnovo divenne capitale del Secondo Impero bulgaro e Asen venne incoronato sovrano, tra il XIII e il XIV secolo ebbe un periodo di grande splendore. Gli zar si insediarono nella cittadella di Carevec e la città divenne un importante centro politico culturale e religioso dell'impero, vi si insediarono commercianti, artigiani ma anche numerosi artisti; i manoscritti e le miniature della scuola di Tarnovo e del monastero di Kilifarevo sono custoditi in diverse biblioteche mondiali.
Il 17 luglio 1393 dopo tre mesi di assedio la città venne conquistata dai turchi e rasa al suolo.

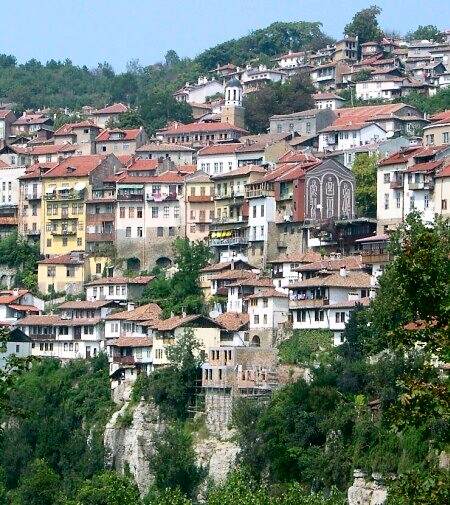
Centro storico di Veliko Tărnovo

Nei secoli successivi la città, chiamata all'epoca Tărnovgrad (Търновград), fu sede di due sollevazioni contro il dominio turco, la prima nel 1598 (prima rivolta di Tărnovo) e la seconda nel 1686 (seconda rivolta di Tărnovo) nessuna delle due ebbe successo e Tărnovgrad rimase sotto il dominio ottomano fino al XIX secolo quando i movimenti di affermazione dell'identità nazionale e culturale portarono alla nascita di un movimento indipendentista che aveva come obiettivo la creazione di una chiesa bulgara ed uno Stato indipendente. Tra il 1875 e il 1876 vi furono alcune sollevazioni in città, il 23 aprile 1876 ebbe luogo la cosiddetta rivolta d'aprile che rappresentò l'inizio della fine dell'occupazione ottomana, poco dopo ebbe luogo la guerra turco-russa (1877-1878).
Il 7 luglio 1877, il generale russo Josif Vladimirovič Gurko liberò Veliko Tărnovo ponendo fine a 480 anni di dominazione ottomana. L'anno successivo il Trattato di Berlino costituì, sul territorio compreso fra il Danubio e i monti Balcani, il Principato di Bulgaria con capitale Veliko Tărnovo.
Il 17 aprile 1879 la prima Assemblea nazionale si riunì nella città per ratificare la costituzione dello Stato, nota come Costituzione di Tărnovo il cui primo atto fu quello di trasferire il Parlamento a Sofia, l'attuale capitale.
In onore del passato della città Ferdinando I scelse la chiesa dei Quaranta Martiri a Veliko Tărnovo come luogo in cui dichiarare la completa indipendenza della Bulgaria (15 ottobre 1908).
Nel 1965, la città, chiamata fino a quel momento Tărnovo fu ribattezzata Veliko Tărnovo (Grande Tărnovo).

## Monumenti e luoghi d'interesse
A sette chilometri dalla città sorge il monastero della Trasfigurazione. Fondato nell'XI secolo, fu ricostruito nel XIX secolo dall'architetto del Risorgimento bulgaro Kolju Fičeto e decorato con le pitture murali di Zaharij Zograf.

## Cultura
Matera e Veliko Tărnovo - città candidate a Capitale europea della cultura per il 2019.
Un'installazione di luci sulla vicina fortezza di Carevec abbinata ad effetti sonori è un'attrazione multimediale svolta di sera che utilizza tre laser, luci colorate, musica drammatica e campane della chiesa per raccontare la storia della caduta di Tarnovo agli ottomani, come così come altri momenti chiave della storia della Bulgaria. L'installazione è stata realizzata nel 1985, quando sono stati celebrati gli 800 anni della Rivolta di Asen e Peter. È stato progettata da un team bulgaro-cecoslovacco guidato da Valo Radev e Jaromir Hnik.

### Musei

Museo Storico Regionale di Veliko Tărnovo

- Museo Storico Regionale di Veliko Tărnovo
- Museo Prigione
- Museo archeologico

### Biblioteca

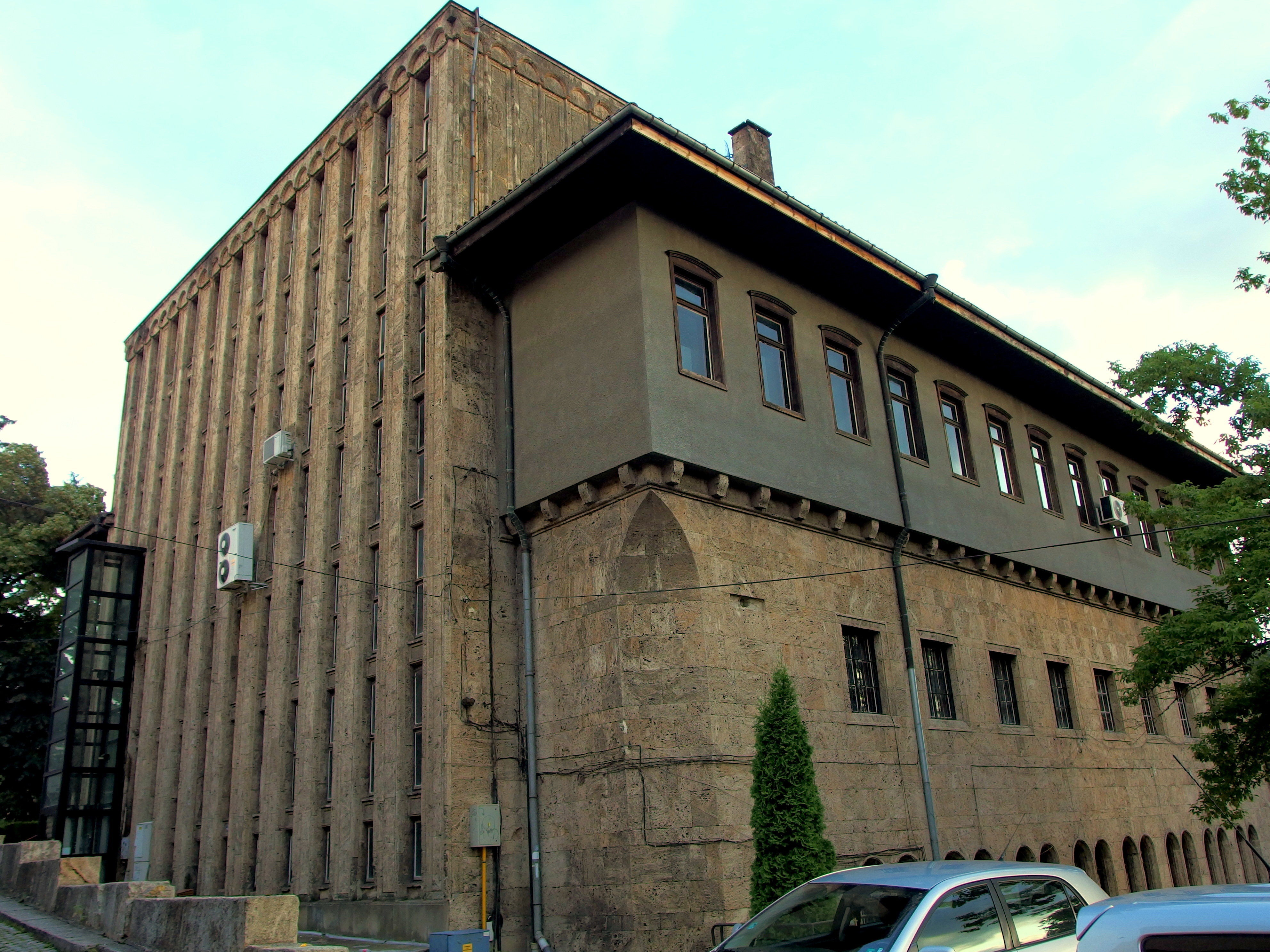
Biblioteca Nazionale Petko R. Slavejkov

- Biblioteca Nazionale Petko R. Slavejkov - Veliko Tărnovo

## Amministrazione

### Gemellaggi
- Cracovia, Polonia (1975)
- Asti, Italia
- Toledo, Spagna
- Bayonne, Francia
- Serres, Grecia
- Tver', Russia
- Bitola, Macedonia del Nord (2006)[2]
- Poltava, Ucraina (1963)
- Sopron, Ungheria

## Sport

### Calcio
La squadra principale è l'Etăr Veliko Tărnovo.

## Galleria d'immagini

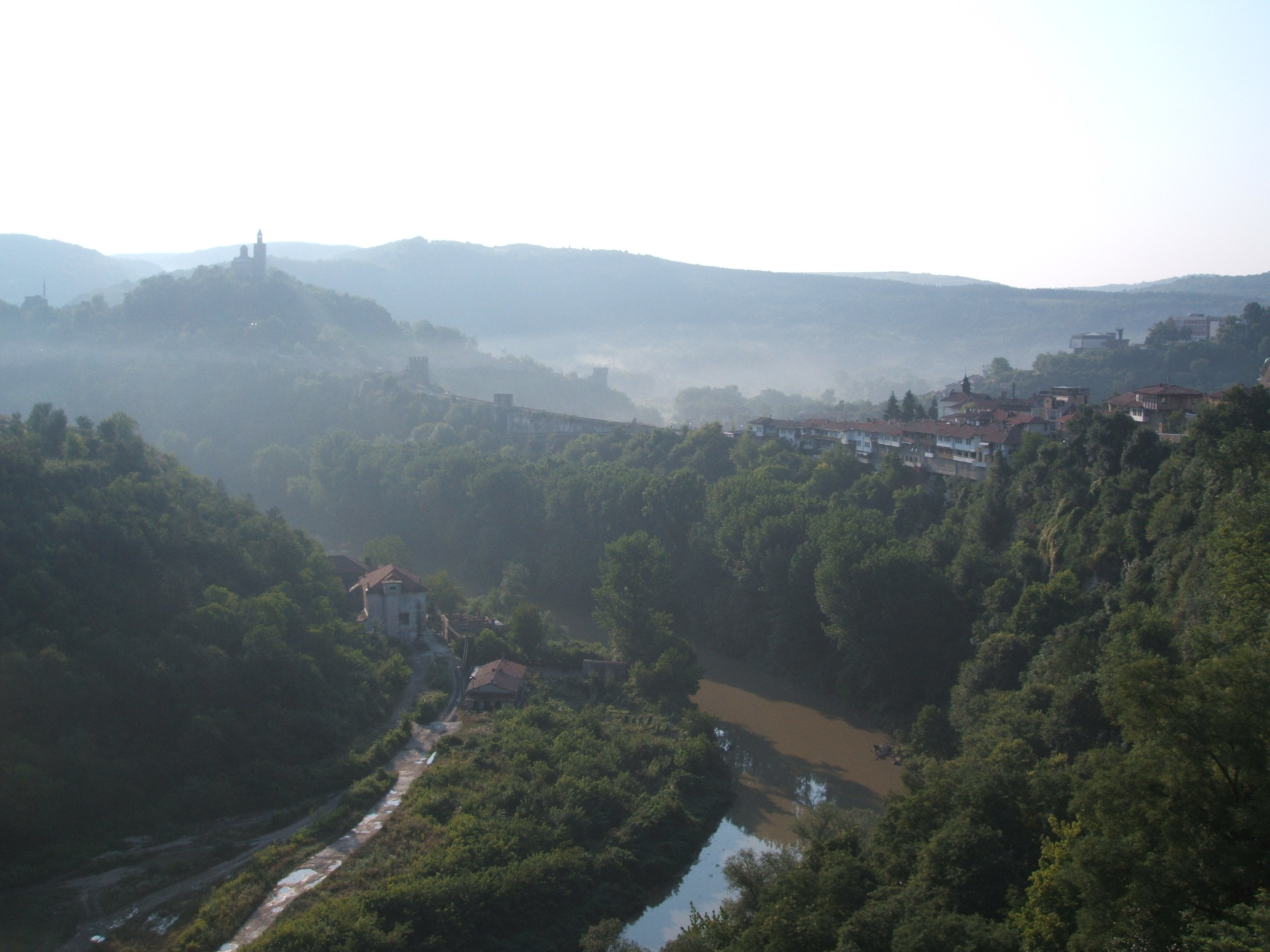
Panorama
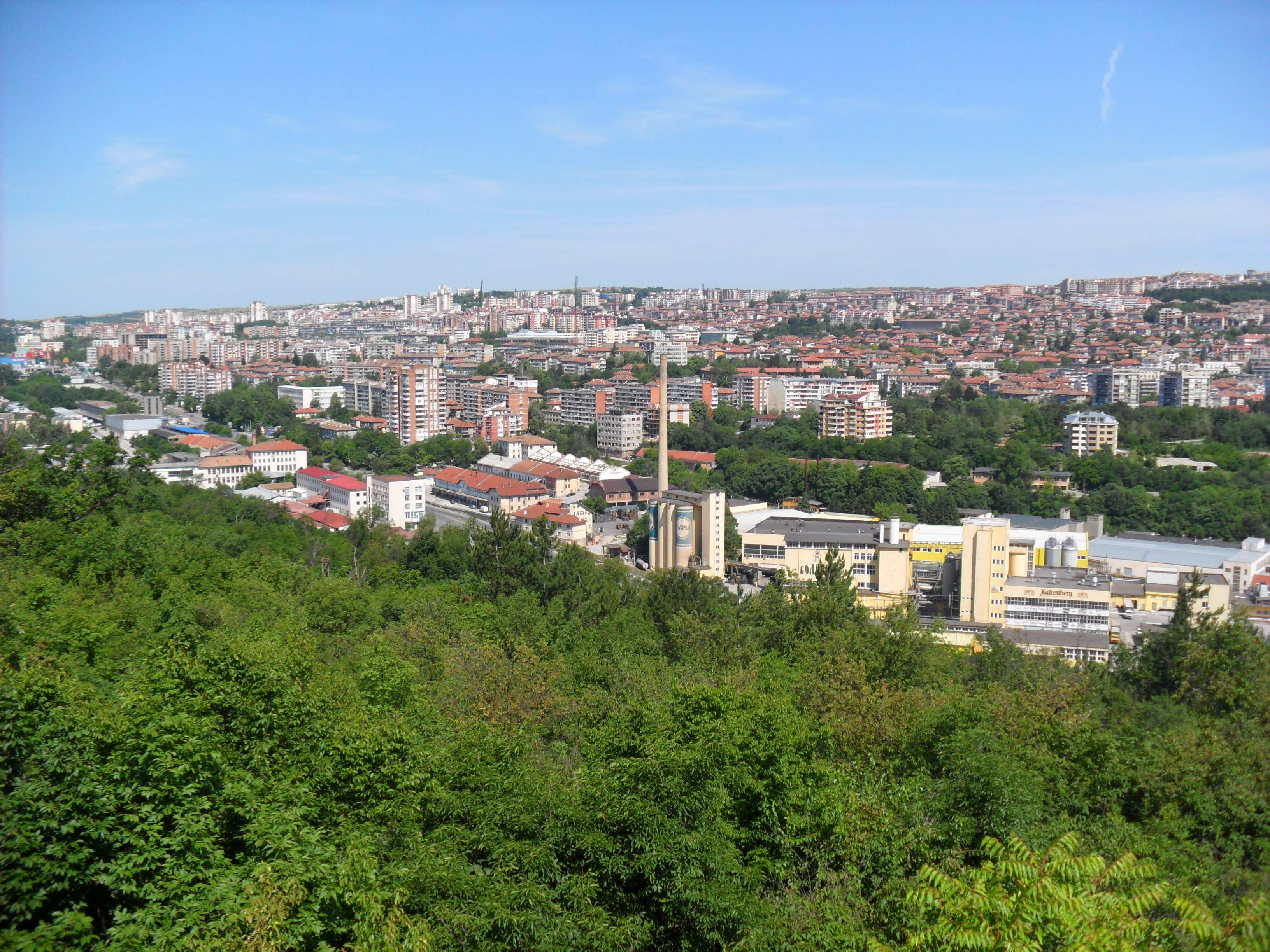
Panorama della città
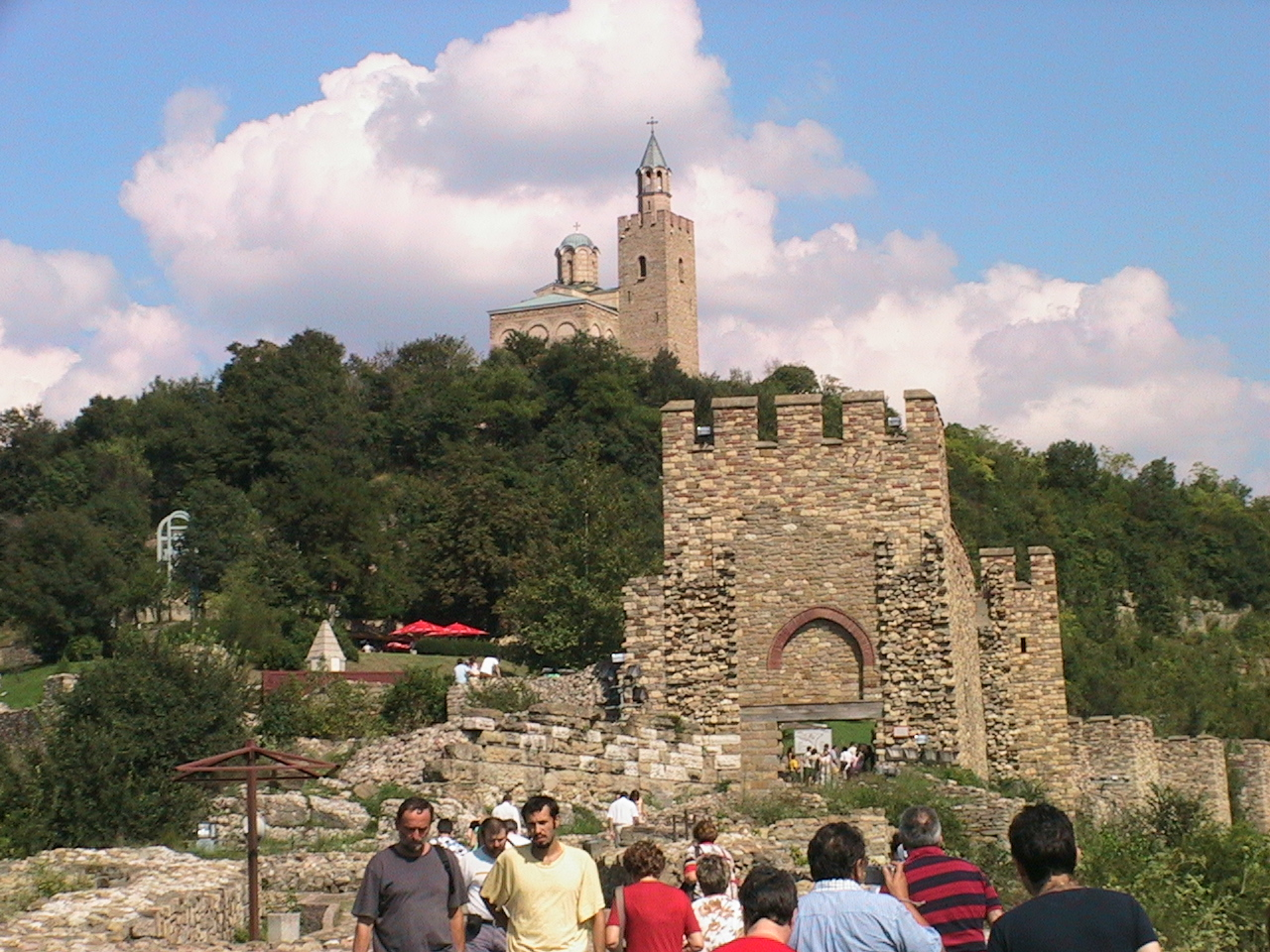
La fortezza
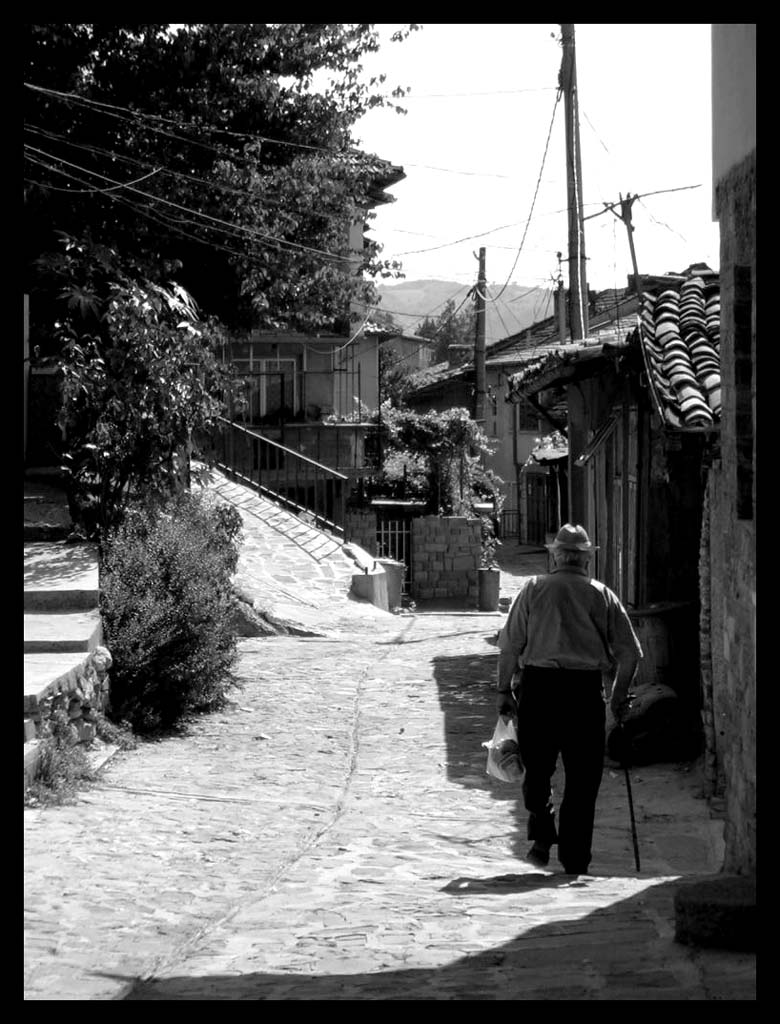
Scorcio cittadino